# Васильев, Григорий Илларионович
Григо́рий Илларио́нович Васи́льев (24 января 1935, Ленинград — 1998) — советский боксёр и тренер по боксу. Мастер спорта, призёр многих всесоюзных и международных турниров в полулёгкой весовой категории. Работал тренером в Оренбурге почти сорок лет, подготовил многих талантливых бойцов, в том числе чемпиона Европы Владимира Чернышёва. Заслуженный тренер России.

## Биография
Родился 24 января 1935 года в Ленинграде, однако вскоре после его рождения отца объявили «врагом народа», и семью сослали в Сибирь, в пригород Кемерово. Активно заниматься боксом начал в возрасте тринадцати лет, проходил подготовку у тренера Льва Викторовича Зобова. В первом своём матче встретился с Владимиром Мартемьяновым, будущим известным спортсменом-лётчиком, и победил его техническим нокаутом во втором раунде. В 1952 году одержал победы на первенствах города и кузбасского региона, успешно отбоксировал на чемпионатах Сибири, Дальнего Востока и Урала. Год спустя вошёл в основной состав сборной команды РСФСР, занял пятое место на чемпионате СССР среди старших юношей, поучаствовал в Кубке СССР, выполнил норматив мастера спорта.
В 1956 году в полулёгком весе Васильев завоевал золотую медаль на первенстве Кемеровской области, ещё через год выиграл бронзу чемпионата Советского Союза. Вскоре после этих соревнований принял решение завершить карьеру спортсмена (всего в любительском боксе провёл более 200 боёв) и перешёл на тренерскую работу.
За 40 лет тренерской деятельности в Оренбурге Григорий Васильев подготовил многих талантливых боксёров, в том числе 19 мастеров спорта. Среди его воспитанников в такие известные бойцы как Анатолий Потапов, Вилор Биккинин, Юрий Чайников, Руслан Турсунбаев, международный мастер Юлиан Андакулов, Алексей Астахов, Арнольд Жданов, судья международной категории АИБА Дмитрий Калмыков, директор оренбуржской школы бокса Анатолий Задорожный, тренеры Юрий Чеботарёв и Вячеслав Столяров. Наиболее знаменитый его ученик — заслуженный мастер спорта Владимир Чернышёв, чемпион СССР и Европы. За выдающиеся достижения его воспитанников в 1969 году Васильеву присвоено почётное звание «Заслуженный тренер России». Помимо тренерской работы участвовал в боксёрских матчах в качестве рефери и судьи всесоюзной категории. По его инициативе были организованы традиционные турниры, посвящённые памяти поэта-героя Мусы Джалиля, а также матчевые встречи Оренбург-Финляндия, Оренбург-Индия и международный турнир класса «А» с участием девяти стран.
Был женат, вырастил двоих сыновей.
Умер в 1998 году.
Ныне в Оренбурге действует спортивная детско-юношеская школа олимпийского резерва № 3 имени Григория Илларионовича Васильева, ежегодно здесь проводится международный мемориальный турнир в его честь. В 2001 году, уже после смерти, вышла его книга-автобиография «Люди… годы… бокс…».